# ژو ویلفرد تسونگا
ژو ویلفرد تسونگا (به فرانسوی: Jo-Wilfried Tsonga) (زاده ۱۷ آوریل ۱۹۸۵ - لو مان) تنیس‌باز اهل کشور فرانسه است. وی در سال ۲۰۱۷ در رنکینگ جهانی، مقام دهم را دارد. بالاترین رده ای که وی داشت، رده پنجم جهان در سال ۲۰۱۲ می‌باشد.
وی با نایب قهرمانی در مسابقات تنیس آزاد استرالیا در سال ۲۰۰۸ مشهور شد. او با بردن مرد شماره دو جهان، رافائل نادال در مرحله نیمه نهایی، توانست به مرحله نهایی برسد ولی در نهایت از نواک جوکوویچ مرد شماره سه آن سال باخت و مدال نقره را گرفت.
او به مراحل نهایی هر چهار گرند اسلم رسیده‌است. او همچنین اولین و جزو تنها سه نفری (توماس بردیچ و استن واورینکا) است که توانسته‌اند در مقابل راجر فدرر، رافائل نادال، نواک جوکوویچ و اندی ماری پیروز شوند و گرند اسلم ببرند.